# O Medalhão
The Medallion (bra/prt: O Medalhão; chinês simplificado: 飛龍再生) é um filme honcongo-estadunidense de 2003, do gênero comédia de ação, coescrito e  dirigido por Gordon Chan.
Estrelado por Jackie Chan, Lee Evans, Claire Forlani e Julian Sands, foi lançado pela TriStar Pictures.

## Elenco
| Ator/Atriz               | Personagem                            |
| ------------------------ | ------------------------------------- |
| Jackie Chan              | Inspetor Eddie Yang                   |
| Lee Evans                | Inspetor Arthur Watson                |
| Claire Forlani           | Inspetora Nicole James                |
| Alex Bao                 | Jai                                   |
| Julian Sands             | A.J. "Snakehead" Staul                |
| Johann Myers             | Giscard                               |
| John Rhys-Davies         | Comandante Hammerstock-Smythe         |
| Anthony Wong Chau Cantou | Lester Wong (assistente do Snakehead) |
| Christy Chung            | Charlotte Watson                      |
| Billy Hill               | Miles Watson                          |
| Nicholas Tse             | Garçom do restaurante                 |
| Scott Adkins             | Capanga do Snakehead                  |

## Produção
Com um orçamento projetado de US$ 35 milhões de dólares, o filme foi, na época, a produção de Hong Kong mais cara de todos os tempos.

### Filmagens
As filmagens ocorreram em agosto de 2001, em Dublin, Irlanda. A produção fez uma pausa enquanto Jackie Chan filmava The Tuxedo, e a produção foi retomada na Ásia no final daquele ano.
As filmagens aconteceram no Castelo de Dublin e no interior de Wicklow. Filming took place in Dublin Castle, and in the Wicklow countryside. Os cineastas planejavam  filmar cenas na Austrália, mas foram convencidos a filmar em Dublin.

## Recepção da crítica
The Medallion tem recepção desfavorável por parte da crítica especializada. Com o tomatometer de 18% em base de 124 críticas, o Rotten Tomatoes chegou ao consenso: "O uso de efeitos especiais diminui alguns dos apelos de Chan nesta foto descartável". Por parte da audiência do site tem 28% de aprovação.

## Prêmios e indicações
- 23º Prémio de Cinema de Hong Kong
  - Indicação: Melhor  Coreografia de Ação (Sammo Hung)
  - Indicação: Melhores Efeitos Visuais (Matthew Gidney)